# Acacia macbridei
Acacia macbridei é uma espécie de leguminosa do gênero Acacia, pertencente à família Fabaceae.